# جردن اسپنس
جردن اسپنس (انگلیسی: Jordan Spence؛ زادهٔ ۲۴ مهٔ ۱۹۹۰) یک بازیکن فوتبال اهل بریتانیا است.